# Yehoshua Shneur Zalman Serebryanski
Yehoshua Shneur Zalman Serebryanski, noto comunemente come Reb Zalman o Zalman Serebryanski (Brahin, 1904 – Melbourne, 15 giugno 1991), è stato un rabbino, mistico e educatore bielorusso, ebreo ortodosso naturalizzato australiano, Mashpia della comunità chassidica Chabad-Lubavitch di Melbourne. Seguace di Rabbi Yosef Yitzchok Schneersohn (1880–1950), sesto Rebbe di Lubavitch, e di Rabbi Menachem Mendel Schneersohn, (1902–1994) settimo Rebbe.

## Biografia
Nato nella cittadina di Brahin, in Bielorussia, fu educato presso la Yeshivah Tomchei Temimim a Rostov sul Don e fu inviato ad organizzare yeshivah clandestine in varie città dell'ex-Unione Sovietica.  Si stabilì poi a Cracovia (ora Charkiv in Ucraina), dove incontrò e sposò Brocha Futerfas, sorella del rabbino Menachem Mendel Futerfas e dell'artista Hendel Lieberman. Rimase il responsabile della gestione della yeshivah clandestina locale.
Arruolato di leva nell'Armata Rossa, a causa della salute cagionevole fu assegnato all'unità di difesa aerea che proteggeva Cracovia. Quando la città fu occupata dai tedeschi, si trasferì a Saratov e da lì a Samarcanda, dove la sua famiglia si era rifugiata. Nel 1946, quando i profughi polacchi ebbero il permesso di lasciare l'USSR, Serebryanski e la maggior parte della famiglia ottennero documenti polacchi e si stabilirono in Polonia per un anno, a richiesta di Rabbi Yosef Yitzchok Schneersohn, in modo da organizzare l'invio segreto di messaggi tra lui e i chassidim Chabad che erano rimasti nell'URSS. Durante questo periodo, Serebryanski fu anche attivo nel recupero di bambini ebrei dai conventi dove erano stati lasciati dai genitori durante la guerra. Con il consolidamdento del potere comunista in Polonia, era impossibile continuare tale operato e si trasferì a Parigi, dove fondò lo heder che diventò poi il nucleo centrale della rete educativa Chabad a Parigi.
Nel 1949, il nuovo governo australiano di Robert Menzies allentò la politica di immigrazione in Australia e diversi chassidim Lubavitcher ottennero visti migratori per tale Paese.  Reb Zalman chiese a Rabbi Joseph Isaac Schneersohn se dovesse seguirli, e il Rebbe gli disse di partire ed andare a fondare una yeshivah in Australia.  Serebryanski sbarcò a Melbourne il 12 settembre 1949 e la yeshivah fu aperta a Shepparton (Victoria) in ottobre.
Serebryanski fu quindi uno dei quattro fondatori pionieri della comunità yeshivah e, insieme ai rabbini Isser Kluwgant, Shmuel Betzalel Althaus e Nochum Zalman Gurewicz, pose le basi per quelle che diventarono in seguito il Centro Yeshiva e la rispettiva comunità ebraica di Melbourne.
Serebryanski ha fondato la Scuola Superiore dello Yeshivah College, prima a Shepparton, poi a Burwood e infine a East St Kilda, Victoria, in Melbourne. Ha inoltre fondato la Beth Rivkah Ladies College e il Collegio Rabbinico Yeshivah Gedolah Zal.
Ha lasciato tre figli e oltre 100 nipoti e pro-nipoti.